# Jonquières, Tarn
Jonquières är en kommun i departementet Tarn i regionen Occitanien i södra Frankrike. Kommunen ligger i kantonen Lautrec som tillhör arrondissementet Castres. År 2022 hade Jonquières 443 invånare.

## Befolkningsutveckling
Antalet invånare i kommunen Jonquières
| Referens: INSEE |